# チャールズ・オーブリー・イートン
チャールズ・オーブリー・イートン（Charles Aubrey Eaton, 1868年3月29日 – 1953年1月23日）は、カナダ生まれの聖職者、政治家である。著名な集会（マサチューセッツ州ネイティック、1893年-1895年。トロントのブルア街、1895年-1901年。ユークリッド街、オハイオ州クリーヴランド、1901年-1909年。ニューヨーク市マディソン街、1909年-1919年）を率いて台頭した。1925年から1953年までアメリカ合衆国下院議員を務め、（1930年国勢調査に基づく選挙区の区割り変更の結果）1925年から1933年まではニュージャージー州第4下院議員選挙区、1933年から1953年までは同第5選挙区から選出された。

## 生い立ち
チャールズ・オーブリー・イートンは 1868年、カナダのノヴァ・スコシア州パグウォッシュで生まれた。幼少期には貧困かつ病弱であったため、満足な教育が受けられなかった。しかし青年期に出会った聖職者の影響で宗教的に転向した結果、彼は再起を図り、最終的にアカディア大学、ノヴァ・スコシア州ウォルフヴィルのバプティスト研究所で神学を学び、卒業した。彼は活動的かつ熱心であり、またしばしばユーモラスな雄弁術を駆使して辻説法をしたため、諸々の市街で知られるようになった。

## 福音主義
福音主義に傾倒したイートンは、1904年にオハイオ州クリーヴランド の路上で、辻説法を禁ずる条例を度々無視したかどにより逮捕された。ある時、クリーヴランドで説法をしていた彼は、ジョン・D・ロックフェラー（夏が来るとクリーヴランドに住み、ユークリッド街バプティスト教会に出席していた）の目に留まった。ロックフェラーは生涯の友人となり、この交際は様々な点でイートンの将来に影響した。1909年にニュージャージー州ワッチャングへ移り、生涯同地に居住した。

## 政治経歴
1924年、イートンは第69議会で共和党から当選し、以後1952年まで13回連続で再選された。下院外交委員会（第80議会）の議長となり、対外援助分科会（第80議会）に属した。イートンは、米国政府の代表団の一員として、サンフランシスコで最初の国連憲章に署名した。数年間、彼は甥のウィリアム・ロブ・イートン（コロラド州選出下院議員）と共に、議会に奉職した。
フランクリン・D・ローズヴェルト大統領のニュー・ディール政策には、断固として反対した。
政界引退の20日後、ワシントンD.C.で死去。スコッチ・プレーンズのヒルサイド墓地に埋葬された。

## 註
1. ↑  "C. A. Eaton is Dead; ex-Congressman", New York Times, January 24, 1953
2. ↑  Obituary, Time, February 2, 1953.
3. ↑  "Clouts from Clergymen", Time, October 28, 1935.